# Yvette Andréyor
Yvette Andréyor (París, 6 de agosto de 1891-París, 30 de octubre de 1962) fue una actriz teatral y cinematográfica de nacionalidad francesa, activa principalmente en la época del cine mudo.

## Biografía
Nacida en París, Francia, sus padres eran Jean-Baptiste André Royé, artista, y Marie-Louise Carcel. A los seis años de edad debutó en la escena del Teatro del Odéon, haciendo su aprendizaje artístico en el Conservatoire de musique, danse et art dramatique en France, siendo la mejor en 1913. A partir de entonces actuó principalmente en el Teatro Antoine y en Bélgica. 
Yvette Andréyor debutó en el cine con la compañía Gaumont en 1910. Entre sus actuaciones destacadas figuran la que compuso para Léonce Perret en Haleur en 1911, y para André Heuzé en Le Bossu (1913), film con el que fue la primera intérprete de Aurore de Nevers.
Louis Feuillade se fijó en ella y le dio trabajo en numerosos cortometrajes, en los cuales actuó junto a Renée Carl, René Navarre, André Luguet o Suzanne Grandais. A lo largo de los años 1910 la encantadora joven adquirió una cierta gloria, siendo una de las actrices favoritas de Feuillade. Hasta 1912, fue Joséphine en Fantômas, serial de doce episodios en el cual René Navarre tenía el papel del título. En 1916 fue la dulce Jacqueline Aubry en Judex, trabajando junto a René Cresté. 
El 15 de junio de 1917 se casó con el actor Jean Toulout, con el cual rodó numerosos filmes, y del cual se divorció en 1926. Al año siguiente, con el rodaje del último episodio de La nouvelle mission de Judex, finalizó su colaboración con Louis Feuillade. 
Yvette trabajó a partir de entonces para otros cineastas: Gaston Ravel, Jacques de Baroncelli, Robert Péguy y Germaine Dulac. En 1921 fue Sava Toronthal en Mathias Sandorf, una adaptación de la novela de Julio Verne dirigida por Henri Fescourt e interpretada por Romuald Joubé, Jean Toulout y Gaston Modot. 
En 1923 volvió al Teatro del Odéon, donde se había iniciado, y durante unos años se dedicó exclusivamente a las tablas. En 1928 retornó al cine para rodar un último film mudo bajo la dirección de René Clair, Les Deux Timides, acompañando a Jim Gérald y Pierre Batcheff. 
El cine sonoro no se interesó demasiado por la actriz, que estaba dotada de una bella voz y de un cierto talento. En los años 1930, Andréyor únicamente rodó cortometrajes, y no obtuvo más que papeles de reparto, actuando bajo la dirección de Alberto Cavalcanti o Robert Péguy. Tras la Segunda Guerra Mundial compartió escenas, entre otros, con Georges Marchal en Torrents (1946) y Bourvil en Pas si bête (1946). A partir de entonces se centró en el teatro, destacando como intérprete de Luigi Pirandello en Seis personajes en busca de autor y de François Mauriac en Le Feu sur la terre. Finalizó su carrera cinematográfica en 1962 con la película La Planque, de Raoul André.
Yvette Andréyor falleció en París el 30 de octubre de 1962, doce días después de fallecer Jean Toulout.

## Filmografía
| - 1910 : Le Secret du corso rouge, de Louis Feuillade - 1910 : Le Tricheur, de Louis Feuillade - 1910 : Le Ballon, de Léonce Perret - 1910 : Le Lys brisé, de Léonce Perret - 1910 : Le Forçat - 1911 : L'Âme du violon, de Léonce Perret - 1911 : Quand les feuilles tombent de Louis Feuillade - 1911 : Sous le joug, de Louis Feuillade - 1911 : Le Trafiquant, de Louis Feuillade y Léonce Perret - 1911 : La Vierge d'Argos, de Louis Feuillade - 1911 : Les Béquilles, de Léonce Perret - 1911 : L'Amour et l'argent, de Léonce Perret - 1911 : La Cure de solitude, de Léonce Perret - 1911 : L'Ermite, de Léonce Perret - 1911 : Trop riche - 1911 : Dans la vie, de Léonce Perret - 1911 : L'automne du cœur, de Léonce Perret - 1911 : L'amour qui tue, de Léonce Perret - 1910 : L'Aventurière, de Louis Feuillade - 1911 : Comment on les garde, de Léonce Perret - 1911 : Comment on les prend, de Léonce Perret - 1911 : Le Haleur, de Léonce Perret - 1911 : La Lettre aux cachets rouges, de Louis Feuillade - 1911 : L'étendard, de Léonce Perret - 1911 : Mariage par le cinématographe, de Léonce Perret - 1911 : La Fille du Margrave, de Léonce Perret - 1911 : Le Fils de Locuste, de Louis Feuillade - 1911 : La Petite Béarnaise, de Léonce Perret - 1911 : Nuit tragique, de Léonce Perret - 1911 : On ne joue pas avec le cœur, de Léonce Perret - 1912 : L'Accident, de Louis Feuillade - 1912 : Marquisette et le troubadour, de Léonce Perret - 1912 : Son passé, de Henri Fescourt - 1912 : Un grand seigneur, de Henri Fescourt - 1912 : Le Lien, de Léonce Perret - 1912 : Tant de rêves s'en vont ainsi - 1912 : Le Ténor, de Henri Fescourt - 1912 : Laquelle ?, de Léonce Perret - 1912 : La Conquête d'Aurélia, de Léonce Perret - 1912 : Les Yeux ouverts, de Louis Feuillade - 1912 : Androclès, de Louis Feuillade - 1912 : Le Château de la peur, de Louis Feuillade - 1912 : Les Cloches de Pâques, de Louis Feuillade - 1912 : L'Espalier de la marquise, de Léonce Perret - 1912 : Irma et le cor - 1912 : Jeunes filles modernes, de Louis Feuillade - 1912 : La Vengeance du sergent de ville, de Louis Feuillade | - 1912 : La Leçon d'amour, de Léonce Perret - 1912 : Marget et Bénédict, de Léonce Perret - 1912 : Le Retour au foyer, de Léonce Perret - 1912 : Le petit restaurant de l'espace canin, de Henri Fescourt - 1912 : Le Mort vivant, de Louis Feuillade - 1912 : Nanine, femme d'artiste, de Léonce Perret - 1912 : Notre premier amour, de Léonce Perret - 1912 : Belle maman a du flair - 1913 : Le Bossu, de André Heuzé - 1913 : L'Angoisse, de Louis Feuillade - 1913 : Le Browning, de Louis Feuillade - 1913 : Les Chasseurs de lions, de Louis Feuillade - 1913 : Le Revenant, de Louis Feuillade - 1913 : Fascination, de Gérard Bourgeois - 1913 : Le Secret du forçat, de Louis Feuillade - 1913 : Juve contre Fantômas (4 partes), de Louis Feuillade - 1913 : Le Mort qui tue, de Louis Feuillade - 1913 : Fantômas, de Louis Feuillade - 1913 : Le Faux Magistrat, de Louis Feuillade - 1913 : L'Effroi, de Louis Feuillade - 1913 : Le Fiancé impossible, de Henri Fescourt - 1913 : L'Homme aux deux visages, de Robert Péguy - 1913 : Le Guet-apens, de Louis Feuillade - 1913 : Le Duel du fou - 1913 : Madame Satan, de Robert Péguy - 1914 : Fantômas contre Fantômas, de Louis Feuillade - 1914 : Au pays de la mort, de Robert Péguy - 1914 : L'Expiation, de Louis Feuillade - 1914 : Yvette se marie - 1915 : L'Angoisse au foyer, de Louis Feuillade - 1915 : La Course à l'abîme, de Louis Feuillade - 1915 : Quand minuit sonnera, de Charles Burguet - 1915 : Les Bobines d'or, de Léonce Perret - 1915 : Marraines de France, de Léonce Perret - 1915 : L'Ombre tragique, de Louis Feuillade - 1915 : Son or, de Louis Feuillade - 1916 : L'Aventure des millions, de Louis Feuillade - 1916 : C'est pour les orphelins !, de Louis Feuillade - 1916 : Remember, de Charles Burguet - 1916 : Le double jeu, de Charles Burguet - 1916 : Filles d'Eve, de Gaston Ravel - 1916 : Judex (12 episodios), de Louis Feuillade - 1916 : Le Fils, de Charles Burguet - 1916 : Un mariage de raison, de Louis Feuillade - 1916 : Si vous ne l'aimez pas..., de Louis Feuillade | - 1916 : Les Fourberies de Pingouin, de Louis Feuillade - 1916 : La Peine du talion, de Louis Feuillade - 1916 : Le Malheur qui passe, de Louis Feuillade - 1917 : L'Autre, de Louis Feuillade - 1917 : Le Bandeau sur les yeux (tres partes), de Louis Feuillade - 1917 : Déserteuse!, de Louis Feuillade - 1917 : La Fugue de Lily, de Louis Feuillade - 1917 : Herr Doktor, de Louis Feuillade - 1917 : Le Passé de Monique, de Louis Feuillade - 1917 : Renoncement, de Edgar-Émile Violet - 1917 : Fatale ressemblance, de Production Gaumont - 1918 : La Nouvelle Mission de Judex (12 episodios), de Louis Feuillade - 1918 : Le Calice, de Maurice Marriaud - 1918 : La Maison d'argile, de Gaston Ravel - 1918 : Le Calicot, de Production C.C.L - 1918 : Française malgré tout - 1918 : Les Petites marionnettes, de Louis Feuillade - 1918 : La Flamme, de Gaston Leprieur - 1919 : La Rafale, de Jacques de Baroncelli - 1919 : La Muraille qui pleure, de Gaston Leprieur - 1920 : Mathias Sandorf, de Henri Fescourt - 1921 : La Nuit du 13, de Henri Fescourt - 1921 : Chantelouve, de Georges Monca y Rose Pansini - 1922 : Judith, de Georges Monca y Rose Pansini - 1922 : Le crime de Monique, de Robert Péguy - 1925 : Âme d'artiste, de Germaine Dulac y Robert Péguy - 1929 : Les Deux Timides, de René Clair - 1930 : Dans une île perdue, de Alberto Cavalcanti - 1931 : Vive la classe, de Maurice Cammage - 1932 : Monsieur Durand sénateur, de Robert Péguy - 1933 : Paradis d'amour, de Maurice Windrow - 1933 : L'assassin est ici, de Robert Péguy - 1937 : Ma petite marquise, de Robert Péguy - 1939 : Le Veau gras, de Serge de Poligny - 1945 : Un ami viendra ce soir, de Raymond Bernard - 1946 : Torrents, de Serge de Poligny - 1946 : Pas si bête, de André Berthomieu - 1947 : Par la fenêtre, de Gilles Grangier - 1949 : La Veuve et l'Innocent, de André Cerf - 1962 : La Planque, de Raoul André |

## Teatro
- 1928 : La Communion des saints, de Magdeleine Bérubet, escenografía de Georges Pitoëff, Teatro Hébertot
- 1938 : Septembre, de Constance Coline, escenografía de René Rocher, Théâtre du Vieux-Colombier
- 1941 : Le Maître de forges, de Georges Ohnet, escenografía de Robert Ancelin, Teatro de la Porte Saint-Martin
- 1941 : La Porteuse de pain, de Xavier de Montépin, escenografía de Robert Ancelin, Teatro de la Porte Saint-Martin
- 1943 : Mon oncle et mon curé, de Jean de La Brète, escenografía de Robert Ancelin, Teatro de la Porte Saint-Martin
- 1945 : Lorenzaccio, de Alfred de Musset, escenografía de Gaston Baty, Teatro Montparnasse
- 1947 : Nous irons à Valparaiso, de Marcel Achard, escenografía de Pierre Blanchar, Théâtre de l'Athénée
- 1948 : Nous irons à Valparaiso, de Marcel Achard, escenografía de Pierre Blanchar, Teatro des Ambassadeurs
- 1949 : Neiges, de Marcelle Maurette y Georgette Paul, escenografía de Marguerite Jamois, Teatro Montparnasse
- 1950 : Le Feu sur la terre, de François Mauriac, escenografía de Jean Vernier, Théâtre des Célestins, Teatro Hébertot